# Coscinaraeidae
Coscinaraeidae Benzoni, F., Arrigoni, R., Stefani, F. & Stolarski, J., 2012 è una famiglia di madrepore della sottoclasse degli Esacoralli.

## Descrizione
Ogni testa di corallo è formata da una colonia di polipi geneticamente identici che secernono uno scheletro di carbonato di calcio, che li rende importanti costruttori di barriere coralline, come gli altri coralli ermatipici dell'ordine Scleractinia.

## Tassonomia
La famiglia Coscinaraeidae comprende i seguenti generi:
- Anomastraea von Marenzeller, 1901
- Coscinaraea Milne-Edwards & Haime, 1848
- Craterastrea Head, 1983
- Horastrea Pichon, 1971

Fino a poco tempo i generi Anomastraea, Coscinaraea e Horastrea venivano inquadrati nella famiglia Siderastreidae, e sono stati recentemente riclassificati dal World Register of Marine Species (WoRMS), sulla base di studi filogenetici, che li assegnano alla famiglia Coscinaraeidae. Tuttavia, né l'Integrated Taxonomic Information System (ITIS) né la lista rossa IUCN delle specie minacciate di estinzione hanno aggiornato la loro tassonomia, mantenendoli nella famiglia Siderastreidae.